# 거제현 관아
거제현 관아(巨濟縣 官衙)는 대한민국 경상남도 거제시 거제면 동상리에 있는 조선시대의 관아 건축물이다. 2007년 7월 31일 대한민국의 사적 제484호로 지정이되었다.

## 개요
1470년 성종 원년 거제현이 거제부로 승격되면서, 일반 행정과 군사업무를 총괄할 수 있도록 고현성에 기성관을 세웠다. 1593년 한산도에 삼도수군통제영이 설치되면서 기성관은 객사로 사용되었다. 고현성에 지어진 기성관은 임진왜란 때 불타버렸고, 1554년 현종 5년에 지금의 위치로 옮겨져 다시 지어졌다.
거제현의 관아는 배산구조와 안산, 관아 배치와 진입로 구조가 시각적으로 뚜렷한 축을 형성하여 한양의 광화문-경복궁-백악산의 축과 매우 흡사한 시각 이미지를 형성하고 있는 곳이다.
현존하는 관아 건물인 기성관은 거제현의 객사로 중심적 역할을 하던 곳으로 단청이 화려하고 웅대한 누의 모습을 보여주고 있으며, 비록 동헌 건물이 헐리고 그 자리에 면사무소가 들어서 있지만 부속 건물이었던 질청이 남아있고 당시 고지도 등의 관련 자료가 많아 당시 읍치 모습을 찾아 볼 수 있는 유적중의 하나이다.
따라서 거제 읍치의 관아와 거리는 조선후기 읍치의 전형적 경관과 구조를 보여줄 뿐 아니라 주요건물인 객사와 부속건물이 남아 있어 역사적, 경관적으로 보존가치가 매우 크다.

## 갤러리

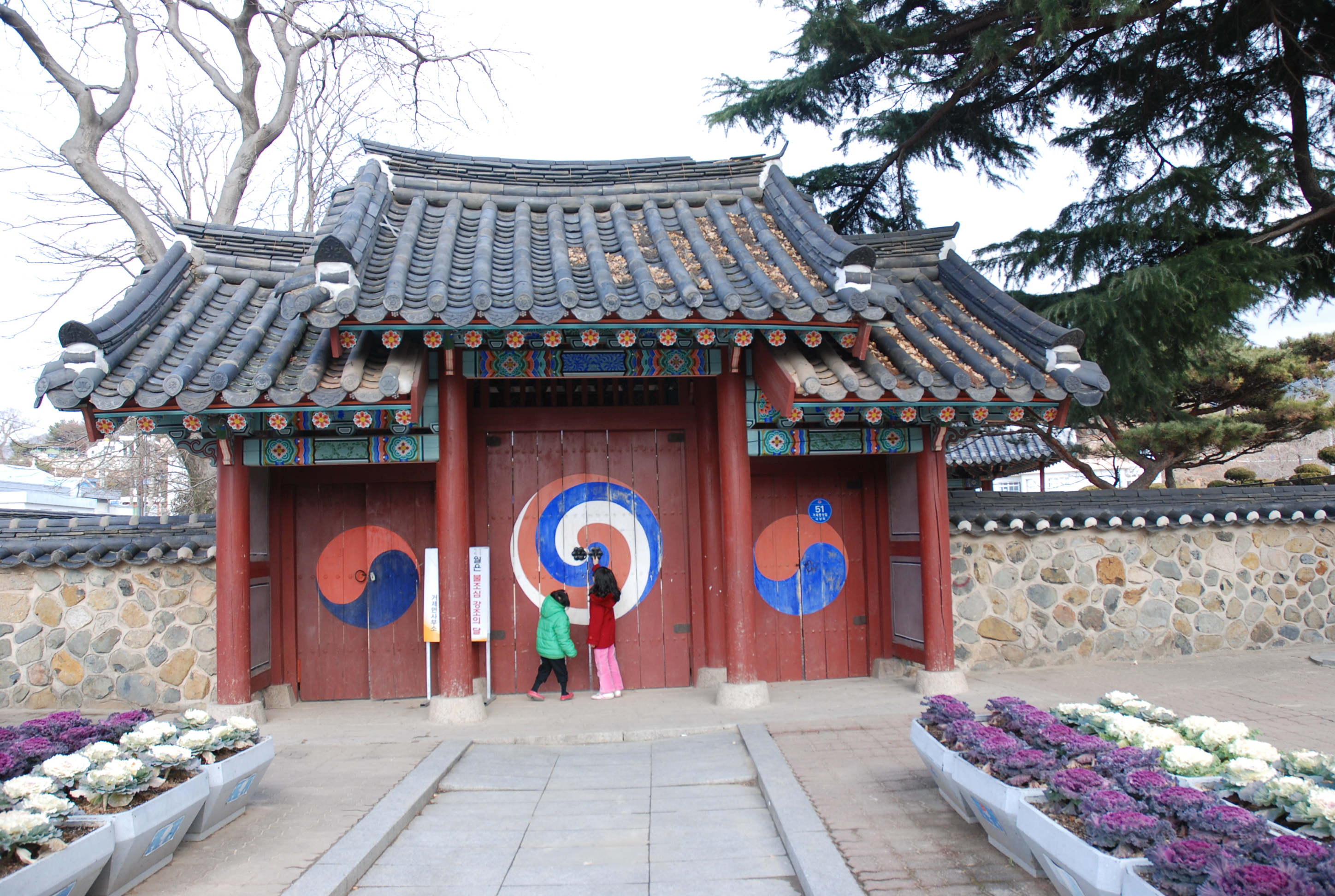
관아 정문
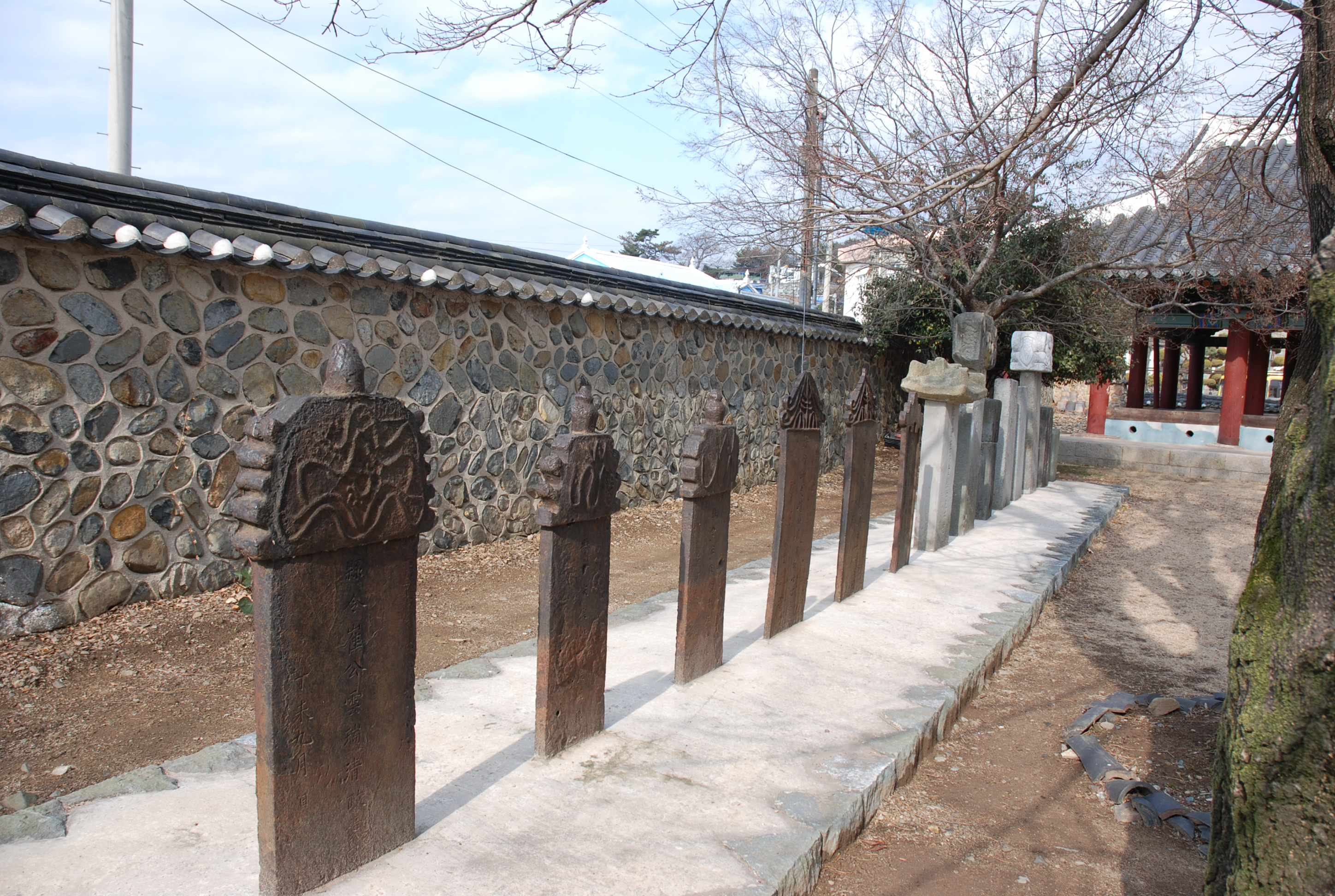
관아 내부의 비석들

## 같이 보기
- 거제현

## 참고 자료
- 거제현 관아 - 국가유산청 국가유산포털